# Vợt (thiết bị thể thao)

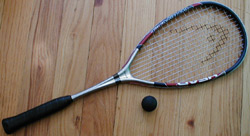
Vợt và bóng squash

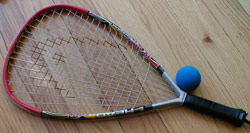
Vợt và bóng racquetball

Vợt là một dụng cụ thể thao thực hiện bao gồm một khung xử lý với một hoop mở trên đó một mạng lưới các dây hoặc catgut được căng chặt. Nó được sử dụng để đánh bóng hoặc cầu trong các trò chơi như bóng quần, quần vợt, racquetball và cầu lông, bóng bàn. Gọi chung, những trò chơi này được gọi là môn thể thao vợt. Thiết kế và sản xuất vợt đã thay đổi đáng kể qua nhiều thế kỷ.
Khung vợt cho tất cả các môn thể thao theo truyền thống được làm bằng gỗ nguyên khối (sau này là gỗ ghép) và dây làm bằng ruột động vật. Kích thước vợt truyền thống bị giới hạn bởi sức mạnh và trọng lượng của khung gỗ phải đủ mạnh để giữ dây và đủ cứng để đánh bóng hoặc cầu. Các nhà sản xuất bắt đầu thêm các tấm không phải gỗ vào vợt gỗ để cải thiện độ cứng. Vợt không làm bằng gỗ đầu tiên được làm bằng thép, sau đó là nhôm, và sau đó là vật liệu tổng hợp sợi carbon. Gỗ vẫn được sử dụng làm vợt. Hầu hết vợt hiện nay được làm bằng vật liệu composite bao gồm sợi carbon hoặc thủy tinh sợi, kim loại như hợp kim titan, hoặc gốm sứ.
Ruột động vật đã được thay thế một phần bằng các vật liệu tổng hợp bao gồm nylon, polyamide và các polyme khác. Vợt được thay đổi khi cần thiết, có thể sau mỗi trận đấu đối với vận động viên chuyên nghiệp.
Đi cùng với sự phát triển kinh tế là nhu cầu quan tâm tới sức khỏe và bộ môn cầu lông, vợt cầu lông là lựa chọn tuyệt vời cho những ai ưa thích vận động, ưu thích môn thể thao đối kháng, dễ chơi và ít chấn thương hơn so với các bộ môn khác như: Bóng đá, bóng chuyền, bóng rổ...

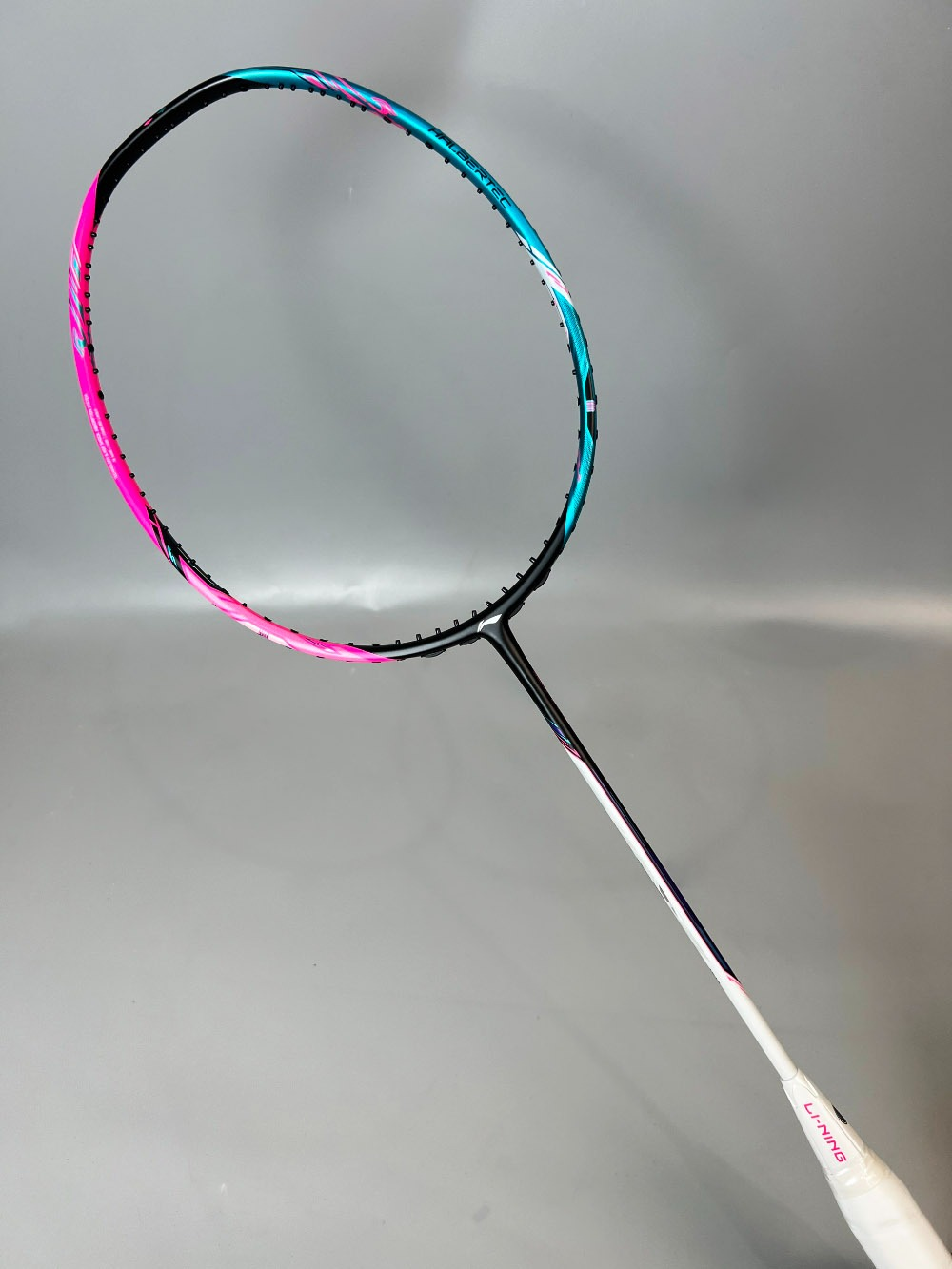
Vợt cầu lông

Vợt cầu lông bắt đầu được sử dụng từ giữa thế kỷ 18 tại British India (Thuộc địa cũ của Anh), do 1 sĩ quan quân đội Anh ở Ấn Độ sáng tạo ra, kết hợp với trò chơi truyền thống có tên Hanetsuki có nguồn gốc từ Nhật Bản. Đây là tiền đề cho sự phát triển của bộ môn cầu lông cho tới ngày nay.
Trong vài năm trở lại đây, phong trào chơi cầu lông ngày càng phát triển ở các địa phương, bộ môn cầu lông dần được phổ cập tới người dân ở mọi lứa tuổi học sinh, sinh viên, công nhân viên chức nhà nước... Nắm bắt được xu thế, các hãng vợt cầu lông hiện nay không ngừng phát triển và mở rộng thị phần của mình, cùng với đó là rất nhiều các mẫu mã vợt đánh cầu lông đa dạng được ra đời.